# Eliezer Shostak
Eliezer Shostak (16 décembre 1911 - 20 août 2001) est un homme politique israélien qui est ministre de la Santé de 1977 à 1984 et membre de la Knesset de 1951 à 1988.

## Biographie
Eliezer Chostak est né à Volodymyrets dans l'Empire russe (aujourd'hui en Ukraine). Il rejoint le mouvement Betar en 1930 et fait son alyah en Palestine mandataire en 1935, rejoignant le bataillon de travail Betar à Herzliya.
En 1936, Chostak est élu secrétaire de la Fédération nationale des travailleurs. Il devient membre du comité central de Hatzohar et siège au comité exécutif national du mouvement. Il est placé troisième sur la liste Hatzohar pour les élections de 1949 mais le parti ne réussit pas à remporter un siège.
Chostak rejoint plus tard le mouvement Hérout de Menahem Begin et est placé neuvième sur la liste Herout pour les élections de 1951, mais n'est pas élu car le parti ne remporte que huit sièges. Il entre cependant à la Knesset en remplacement de Yaakov Meridor en novembre 1951. Il est réélu en 1955, 1959, 1961 et 1965. Lors de la convention du Herut en 1966, lui et Shmuel Tamir constituent la principale opposition à la direction du parti par Begin, et l'année suivante, lui et trois autres députés du Herut quittent le parti pour former le Centre libre. Il est réélu en 1969 et, en 1973, le Centre libre s'allie au Herout et au Parti libéral pour former le Likoud, au nom duquel il est élu à la Knesset lors des élections de cette année-là. En 1975, le Centre libre se divise et Chostak devient président de la faction du Centre indépendant.
Il est réélu en 1977 et nommé ministre de la Santé dans le gouvernement Begin. Il conserve ce poste après les élections de 1981, mais est exclu du cabinet après les élections de 1984, devenant à la place vice-président de la Knesset. Il perd son siège en 1988, après avoir siégé à la Knesset pendant un peu plus de 37 ans.